# Czesław Śleziak
Czesław Śleziak (ur. 30 czerwca 1952 w Lalikach) – polski polityk, historyk, poseł na Sejm I, II, III, IV kadencji, minister środowiska w rządzie Leszka Millera w latach 2003–2004.

## Życiorys
W 1977 ukończył studia na Wydziale Nauk Społecznych Uniwersytetu Śląskiego. W latach 1971–1972 pracował jako starszy referent w Prezydium Powiatowej Rady Narodowej w Żywcu. Po ukończeniu studiów podjął pracę naukowo-dydaktyczną jako asystent, a następnie starszy asystent w Instytucie Nauk Politycznych i Dziennikarstwa Uniwersytetu Śląskiego.
W latach 1973–1980 należał do Socjalistycznego Związku Studentów Polskich, zaś w latach 1985–1987 do Związku Socjalistycznej Młodzieży Polskiej.
Od 1972 do 1990 był członkiem Polskiej Zjednoczonej Partii Robotniczej. Po jej rozwiązaniu należał do Socjaldemokracji Rzeczypospolitej Polskiej. Od 1991 zasiadał w radzie naczelnej i wojewódzkiej tej partii, był przewodniczącym rady miejskiej w Katowicach. W 1999 znalazł się wśród założycieli Sojuszu Lewicy Demokratycznej, zasiadał we władzach krajowych tego ugrupowania.
Z ramienia Sojuszu Lewicy Demokratycznej od 1991 do 2005 pełnił funkcję posła na Sejm I, II, III i IV kadencji, wybranego w okręgach katowickich: nr 36, nr 16 i nr 31. Przez 4 kadencje zasiadał w Komisji Ochrony Środowiska, Zasobów Naturalnych i Leśnictwa, był jej wiceprzewodniczącym (1993–1997) i przewodniczącym (1997–2001).
Od października 2001 pełnił funkcję sekretarza stanu w Ministerstwie Środowiska. 3 marca 2003 po opuszczeniu koalicji rządowej przez Polskie Stronnictwo Ludowe zastąpił na stanowisku ministra środowiska Stanisława Żelichowskiego. Urząd ministra sprawował do dymisji rządu Leszka Millera w maju 2004.
W wyborach parlamentarnych w 2005 nie kandydował.
W przedterminowych wyborach w 2007 bez powodzenia ubiegał się o mandat posła z listy koalicji Lewica i Demokraci.
Od lat 90. działał m.in. w Stowarzyszeniu Propagowania Społecznej Demokracji, Stowarzyszeniu Zintegrowanego Zarządzania Środowiskiem oraz Fundacji „LIVER” Katowickiego Stowarzyszenia Pomocy Chorym. W 2008 został przewodniczącym rady Polskiej Izby Ekologii. Jest autorem i współautorem publikacji z zakresu najnowszej historii Polski oraz ekologii. Dwukrotnie uhonorowany „Zielonym Czekiem”, nagrodą Wojewódzkiego Funduszu Ochrony Środowiska i Gospodarki Wodnej w Katowicach. W 2010 został wyróżniony w kategorii działania popularyzatorskie i promocja postaw proekologicznych (za kilkadziesiąt artykułów i opracowań, kilkaset spotkań oraz współtworzenie i udział w działalności fundacji oraz stowarzyszeń popularyzujących i promujących postawy ekologiczne). W 2016 otrzymał tę nagrodę wraz z Grzegorzem Pasieką za działania popularyzatorskie wśród przedsiębiorców poprzez organizacje szkoleń, konferencji, seminariów na tematy związane z ochroną środowiska, a także poprzez publikacje w wydawnictwach ekologicznych.